# Beijing Chengfeng
El Beijing Chengfeng Football Club (en chino, 北京橙丰 足球俱乐部), anteriormente llamado Beijing Renhe, fue un club de fútbol chino ubicado en la ciudad de Pekín desde 2016. Fue fundado el 3 de febrero de 1995 y jugó en la Primera Liga China hasta 2020. Juegan en el Beijing Fengtai Stadium de la capital china.

## Historia
Fundado en Pudong, Shanghái en 1995, el club fue originalmente conocido como de Pudong de Shanghái a pesar de que cambiaron la segunda parte de su nombre en varias ocasiones para adaptarlo a sus patrocinadores. Durante el año 2006, el club, que había sido renombrado como Internacional de Shanghái, se trasladó a Xi'an, en la provincia de Shaanxi, y volvió a cambiar su denominación por la de Xi'an Chanba Internacional. El nombre Chanba fue producto de la fusión de los nombres de los dos ríos locales dentro de la ciudad, el río Chan y el río Ba. En la temporada 2012, el club se trasladó a Guizhou, una provincia al suroeste de China, y cambió su nombre por el de Guizhou Renhe. Hubo otro traspaso de sede y desde 2016 juega en Pekín.
Los nombres que ha tenido en su historia han sido:
- 1995-98: Shanghai Pudong (上海浦东)
- 1999: Shanghai Pudong Whirlpool (上海浦东惠而浦)
- 2000: Pudong Lianyang 8848 (浦东联洋 8848)
- 2001-03: Shanghai COSCO Huili (上海中远汇丽)
- 2003-05: Shanghai International
- 2006: Xi'an Chanba International (西安浐灞国际)
se mudó a Xi'an City y fue rebautizado
- 2007: Shaanxi Baorong Chanba (陕西宝荣浐灞)
- 2008-09: Shaanxi Neo-China Chanba (陕西中新浐灞)
- 2010: Shaanxi Zhongjian Chanba (陕西中建地产浐灞)[1]
- 2011: Shaanxi Renhe Commercial Chanba (陕西人和商业浐灞)[2]
- 2012-2015: Guizhou Renhe (贵州人和)
- 2016-2022: Beijing Renhe (北京人和)[3]
- 2022: Beijing Chengfeng (北京橙丰)[4]

## Palmarés
- Chinese Jia-B League: 1

2001
- Chinese Yi League: 1

1995

## Participación en competiciones de la AFC
- Liga de Campeones de la AFC: 1 aparición

2013 -

## Uniforme
- Uniforme titular: Camiseta naranja, pantalón naranjo, medias blancas.
- Uniforme alternativo: Camiseta blanca, pantalón blanco, medias blancas.

## Estadio
Changchun City Stadium es un multiestadio ubicado en la ciudad de Guiyang. Actualmente es utilizado para partidos de fútbol. El estadio tiene una capacidad para 52 888 espectadores.

## Jugadores

### Jugadores destacados
- Walter Ayovi (2003)
- Diego Alonso (2007)
- Marvin Ávila (2009)
- Augusto Fernández (2018)

## Entrenadores
- Wang Houjun (1995–1996)
- Zheng Yan (1996–1998)
- Yin Lihua (1998–1999)
- Xi Zhikang (2000)
- Xu Genbao (2001)
- Claude Le Roy (diciembre de 2001–2003)[5]
- Cheng Yaodong (2003–2009)
- Zhu Guanghu (2009–2010)
- Milorad Kosanović (mayo de 2010–diciembre de 2011)
- Slobodan Santrač (2011)
- Gao Hongbo (septiembre de 2011–noviembre de 2012)[6]
- Gong Lei (interino- 2013–2017)
- Luis García Plaza (junio de 2017–2018)[7]
- Aleksandar Stanojević (2018-2019)
- Luis García Plaza (julio de 2019–noviembre de 2019)[8][9]